# Arrondissement di Môle-Saint-Nicolas
L'arrondissement di Môle-Saint-Nicolas è un arrondissement di Haiti facente parte del Dipartimento del Nord-Ovest. Il capoluogo è Môle-Saint-Nicolas.

## Geografia antropica

### Suddivisioni amministrative
L'arrondissement di Môle-Saint-Nicolas comprende 4 comuni:
- Môle-Saint-Nicolas
- Baie-de-Henne
- Bombardopolis
- Jean-Rabel